# Feradach Finnfechtnach
Feradach Finnfechtnach (Ortografía moderna: Fearadhach Fionnfeachtnach - "justo-bendito"), hijo de Crimthann Nia Náir, fue, según leyenda irlandesa medieval y tradición histórica, un Rey Supremo de Irlanda. Hay algún desacuerdo en las fuentes sobre su posición en la secuencia tradicional de Reyes.
El Lebor Gabála Érenn y los Anales de los Cuatro Maestros están de acuerdo en que llegó al poder después de la muerte de Cairbre Cinnchait. Los Anales dicen que cuándo Cairbre derrocó a su padre, su madre, Baine, hija del rey de Alba, estaba embarazada de él, pero esto significa que tendría menos de cinco años cuando llegó al trono:  probablemente es una duplicación de una historia similar posterior contada del Rey Alto Tuathal Techtmar. Los Anales también añaden que Irlanda era fértil durante su reinado, en contraste con el estéril reinado del usurpador Cairbre. Geoffrey Keating hace a Feradach sucesor de su padre Crimthann, colocando el reinado de Cairbre más adelante. Keating relata que el juez Morann mac Máin (que en el Lebor Gabála y los Anales es el hijo de Cairbre y su mujer Mani) vivió en la época de Feradach. Morann poseía el id Morainn (collar de Morann o torque) que se contraería alrededor del cuello de un juez que hiciera un juicio injusto hasta que fuera justo o del de un testigo que presentara un falso testimonio hasta que dijera la verdad.
Feradach gobernó durante para veinte años según el Lebor Gabála y Keating, veintidós según los Anales, antes de morir de muerte natural en Liathdroim, un nombre antiguo para el Cerro de Tara.[7][8] En todas las fuentes es sucedido por Fíatach Finn. El Lebor Gabála sincroniza su reinado con el del emperador Romano Domiciano (81–96) y la muerte de Papa Clemente I (99). La cronología de Keating  Foras Feasa ar Éirinn data su reinado a 5–25 y el de los Anales de los Cuatro Maestros en 14–36.